# Ichneumolaphria
Ichneumolaphria is een vliegengeslacht uit de familie van de roofvliegen (Asilidae).

## Soorten
- I. fascipennis (Hermann, 1912)
- I. schachti Geller-Grimm, 1997
- I. zikani Carrera, 1951